# Río Valdeflores
Río Valdeflores es una comunidad en el municipio de Santa María Colotepec en el estado de Oaxaca. Río Valdeflores está a 43 metros de altitud. 

## Geografía
Está ubicada a 15° 27' 40.32"  latitud norte y 96° 30' 36"  longitud oeste.

## Población
Según el censo de población de INEGI del 2010: la comunidad cuenta con una población total de 254 habitantes, de los cuales 127 son mujeres y 127 son hombres. Del total de la población 23 personas hablan alguna lengua indígena.

## Ocupación
El total de la población económicamente activa es de 78 habitantes, de los cuales 62 son hombres y 16 son mujeres.